# Ризький район
Ризький район (латис. Rīgas rajons) межує з Огрським, Бауським, Цесіським, Єлгавським, Лімбазьким, Тукумським районами Латвії.
7 грудня 1956 року до Ризького району було приєднано частину території ліквідованого Саулкрастського району, а 11 листопада 1959 року — частину території ліквідованого Балдонського району.

## Адміністративний поділ
Адміністративний центр району — місто Рига.
Площа району — 3 043 200 га.